# Siegfried Alexander
Siegfried Elisier Alexander (geboren 12. Oktober 1886 in Lobsens, Provinz Posen, Deutsches Reich; gestorben 23. März 1943 im KZ Auschwitz) war ein deutscher Rabbiner.

## Leben

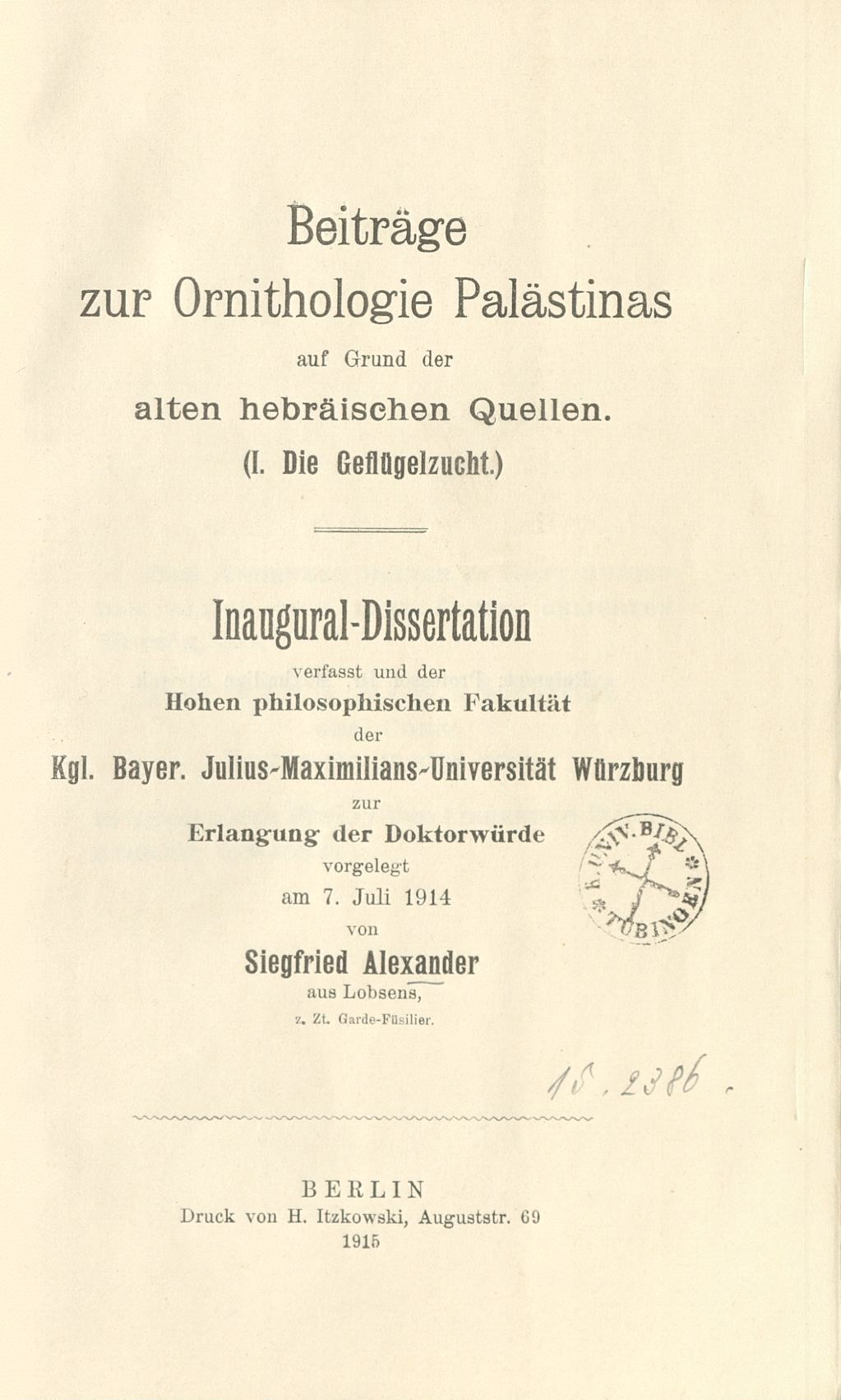
Dissertation (1915)

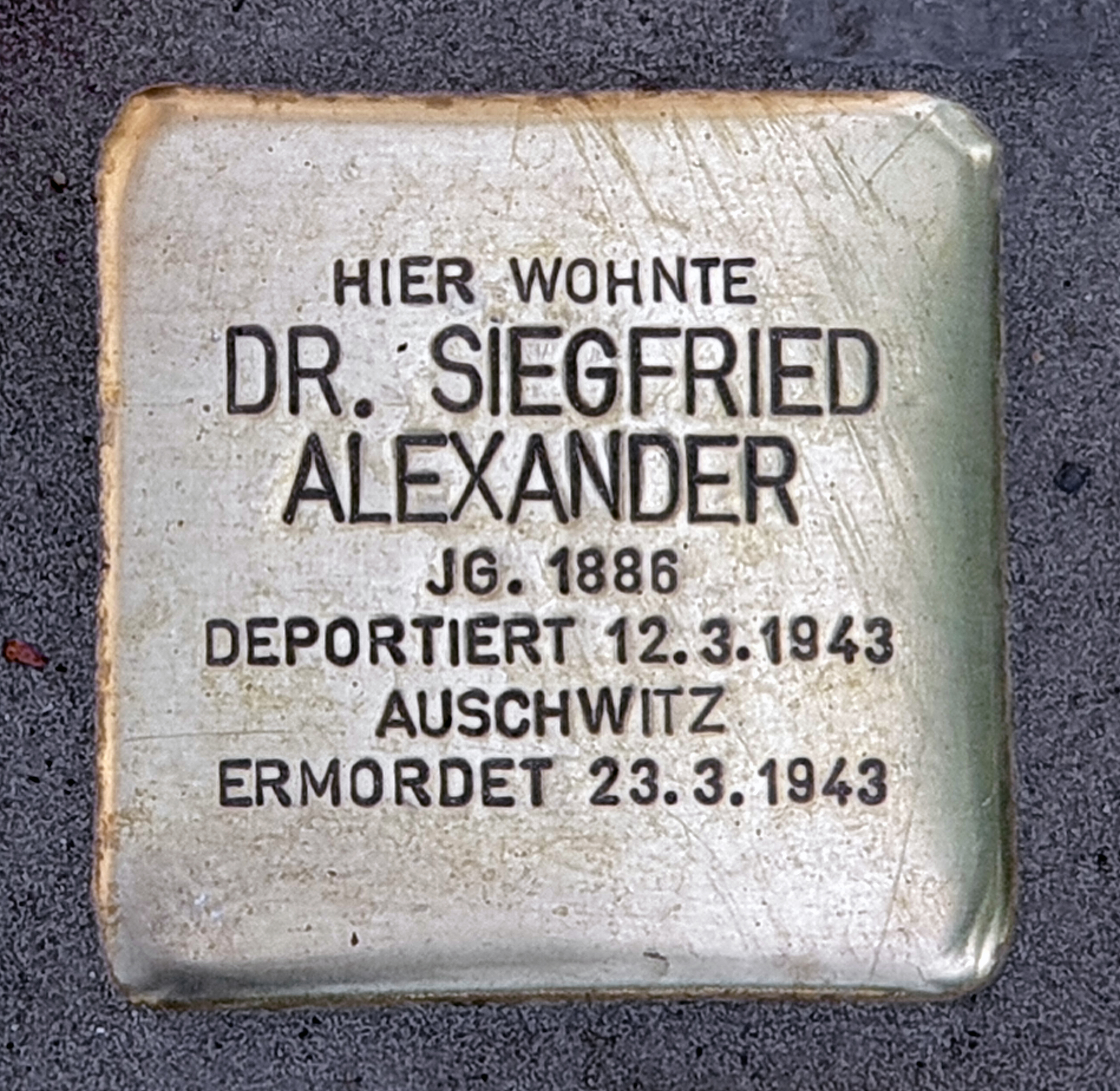
Stolperstein Iranische Straße Berlin

Siegfried Elisier Alexander war ein Sohn des Kaufmanns Wilhelm Alexander und der Tina Cohn, er hatte zwei Brüder. Er besuchte das Königliche Gymnasium in Bromberg. Die Familie zog 1906 nach Berlin. Er studierte ab 1907 Orientalische Philologie, Philosophie und Pädagogik an den Universitäten Berlin und Würzburg und Jüdische Theologie bis Ende 1912 an der Hochschule für die Wissenschaft des Judentums. Er wurde 1914 in Würzburg bei Maximilian Streck  promoviert und erhielt 1918 das Rabbinerdiplom in Berlin.
Alexander meldete sich 1914 als Kriegsfreiwilliger und wurde 1915 als Sanitätsgefreiter eingezogen. 1917 erhielt er die Beförderung zum Sanitätsunteroffizier. Von November 1917 bis Dezember 1918 wirkte Alexander als Feldhilfsrabbiner beim Armeeoberkommando 4 und wurde mit dem Eisernen Kreuz zweiter Klasse ausgezeichnet. Alexander heiratete 1919 Adelheid Ries, sie hatten drei Kinder, denen 1939 die Flucht nach  Palästina gelang.
Nach Kriegsende wurde Alexander Landrabbiner in Köthen und 1921 Rabbiner in Saarbrücken. Ab 1924 wirkte er beim privaten Religionsverein „Ahawas Achim“ in Berlin-Gesundbrunnen. Er arbeitete auch als Seelsorger im Jüdischen Krankenhaus und war für den jüdischen Religionsunterricht an den höheren Schulen im Bezirk Wedding verantwortlich. Er engagierte sich im Reichsbund jüdischer Frontsoldaten.
Die Vereinssynagoge befand sich in der Prinzenallee 87 und wurde in der Pogromnacht 1938 zerstört, der Verein wurde Ende 1939 zwangsaufgelöst. Anschließend wirkte Alexander in noch existierenden Berliner Synagogen und von 1941 bis 1943 als Lehrer bei der Reichsvereinigung der Juden in Deutschland.
Alexander und seine Frau  wurden am 12. März 1943 mit dem 36. Osttransport nach Auschwitz deportiert und ermordet.
Vor Alexanders Berliner Wohnung in der Iranischen Straße 2 wurde 2023 ein Stolperstein verlegt.

## Schriften (Auswahl)
- Beiträge zur Ornithologie Palästinas auf Grund der alten hebräischen Quellen : (1. Die Geflügelzucht). Würzburg, Univ., Diss., 1915